# HMS Queen Elizabeth (00)
La HMS Queen Elizabeth fu la prima nave della sua classe della Royal Navy, così battezzata in onore della regina Elisabetta I d'Inghilterra. Prestò servizio in entrambe le guerre mondiali.

## Progetto

### Storia
In seguito al successo dei pezzi da 343 mm, l'Ammiragliato decise di sviluppare cannoni di calibro ancora maggiore, raggiungendo i 381 mm per equipaggiare le navi programmate nel 1912. La decisione di sviluppare bocche da fuoco più grandi fu sostenuta e accelerata dall'intervento di Winston Churchill, allora Primo Lord dell'Ammiragliato. Invece di aspettare la costruzione di un prototipo si decise di progettare direttamente la nuova classe basandosi sul nuovo tipo di cannone prima che questo fosse effettivamente pronto. Si corse quindi un certo rischio, visto che in caso di inefficienza dei nuovi cannoni le navi sarebbero state considerevolmente più deboli del previsto.

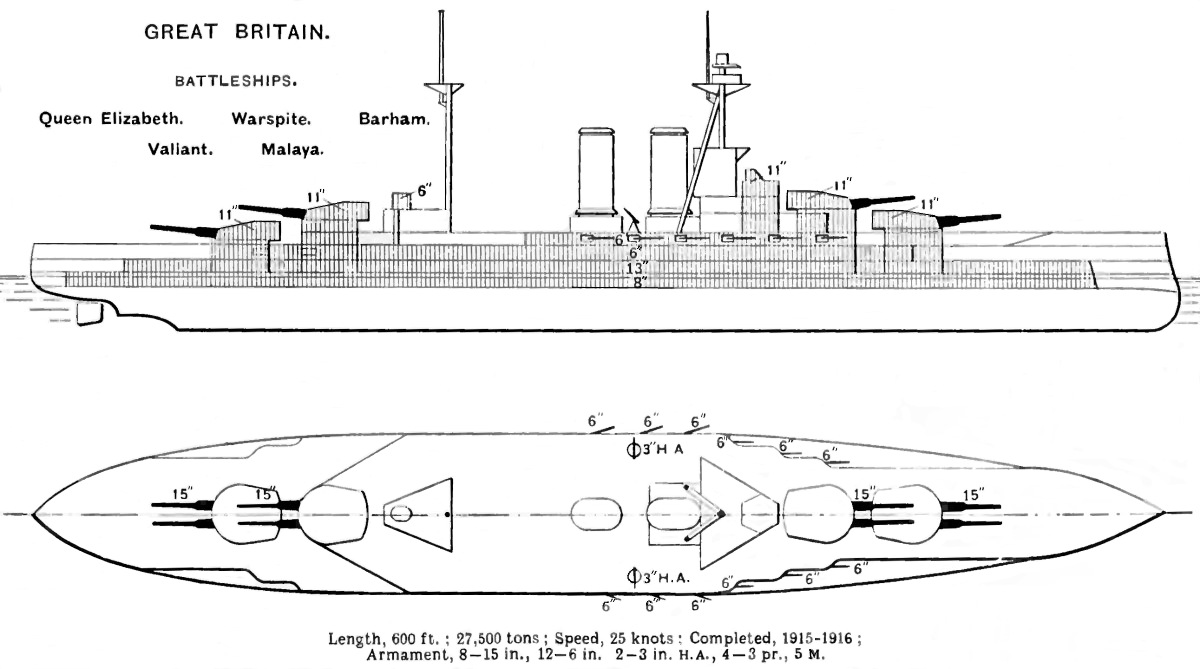
Schema delle Queen Elizabeth

All'inizio della progettazione si pensava di creare le nuove navi sulla falsariga della precedente classe Iron Duke, con cinque torrette binate e la velocità standard di 21 nodi (39 km/h). In seguito si optò per eliminare una torretta a mezzanave per rendere disponibile spazio e peso per macchine più potenti, rimanendo comunque la bordata maggiore a quella delle precedenti navi visto l'aumento del calibro. Il programma originale di costruzioni del 1912 prevedeva la messa in cantiere di tre navi da battaglia e di un incrociatore da battaglia ma, vista la accresciuta velocità delle Queen Elizabeth, prevista a 25 nodi, si decise di eliminare la costruzione dell'incrociatore da battaglia sostituendolo con una quarta nave della classe. Quando la Federazione degli Stati Malesi offrì di finanziare la costruzione di una nuova nave da battaglia, venne deciso di aggiungere un'ulteriore unità alla classe, denominata HMS Malaya.
Il Direttore delle costruzioni navali (DNC) pose quindi il problema dell'alimentazione delle nuove navi, necessariamente a olio combustibile per garantire la maggiore velocità. Le classi precedenti infatti avevano una doppia alimentazione a olio combustibile, in quel periodo scarso nell'Impero Britannico, e a carbone, materia prima molto a buon mercato nelle isole britanniche. Churchill decise quindi di risolvere la questione firmando la Convenzione del petrolio Anglo-Persiano, gestito dalla Anglo-Iranian Oil Company, sotto il controllo del governo. Nel frattempo i problemi logistici legati al nuovo combustibile vennero risolti da un'inchiesta svolta dall'Ammiraglio Jackie Fisher, spianando la strada al nuovo tipo di navi. L'olio combustibile ha infatti una potenza energetica maggiore del carbone, crea meno scorie e meno fumo, favorendo il puntamento dei cannoni e rendendo le navi meno visibili dalla distanza. Inoltre le operazioni di rifornimento erano decisamente più rapide e semplici rispetto all'imbarco di grandi quantità di carbone a bordo.
Un'ulteriore nave, autorizzata nel 1914, si sarebbe dovuta chiamare Agincourt, nome successivamente utilizzato per una corazzata espropriata alla Turchia. Secondo alcuni storici invece di essere una nuova nave della classe la Agincourt sarebbe dovuta essere un incrociatore da battaglia, con lo stesso armamento delle Queen Elizabeth ma con una corazzatura ridotta che permettesse di raggiungere il 28 nodi. In ogni caso, la costruzione venne cancellata dopo pochi mesi, allo scoppio della prima guerra mondiale.

### Armamento

#### Principale
I cannoni da 381 mm si dimostrarono un completo successo alla prova dei fatti, risultando estremamente accurati e capaci di non disperdere il tiro anche a distanze considerevoli (18 km). La scarsa qualità dei proiettili impiegati ridusse la loro efficacia durante la battaglia dello Jutland, ma il problema venne risolto con l'arrivo delle munizioni Green Boy nel 1918. Queste armi rimasero competitive anche durante la seconda guerra mondiale, dopo aver ricevuto nuovi tipi di munizionamento e affusti differenti capaci di maggiorarne l'alzo. La Warspite, nella battaglia di Punta Stilo, registrò un colpo a segno che a tutt'oggi è uno dei più lontani mai andati a segno nella storia dell'artiglieria navale.

#### Secondario

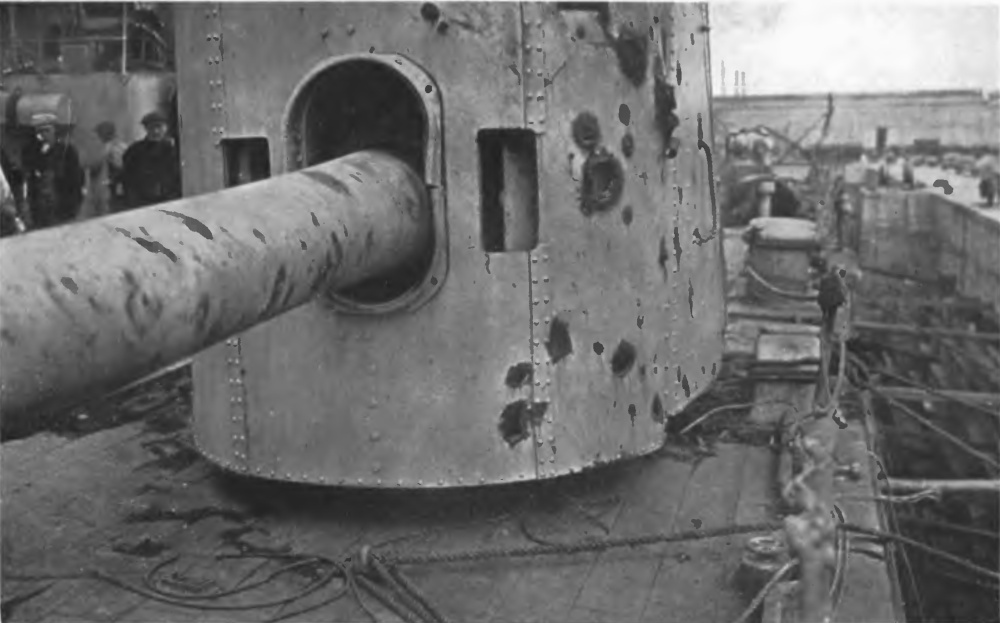
Uno dei due cannoni installati nel 1915-1916 a prua della Warspite dopo la battaglia dello Jutland

L'armamento secondario, composto di cannoni da 152,4 mm Mk XII singoli era disposto in casematte sullo scafo, sei per lato sul ponte superiore tra la torretta B e il secondo fumaiolo, controllate dal direttore di fuoco e altre due sul ponte principale in basso tra le torrette X ed Y. Tutte le navi ricevettero 14 pezzi tranne la Queen Elizabeth che ne ebbe 16.
Il posizionamento dei cannoni da 152,4 mm in casematte sullo scafo ridusse drasticamente la spinta idrostatica, vista anche la facilità con cui potevano imbarcare acqua se sommerse. In pratica, le casematte erano inondate anche a velocità normale in caso di mare grosso. Inoltre il rifornimento di munizioni per questi pezzi era relativamente esposto: durante la battaglia dello Jutland questo problema venne reso evidente da un incendio di munizioni a bordo della Malaya che per poco non causò la perdita della nave.
Le quattro casematte di poppa della Queen Elizabeth si dimostrarono subito di scarsa utilità e vennero rimosse, mentre le successive navi della classe vennero completate senza di esse. Vennero rimpiazzate con l'installazione di due cannoni protetti situati a prua, uno per lato. I dieci cannoni non più necessari vennero riutilizzati nel 1915 per armare i cinque monitori classe M29. I cannoni montati a prua vennero rimossi nel 1916, portando alla configurazione definitiva delle navi, rimasta fino agli anni 30, con 12 cannoni secondari singoli. In questo periodo le navi della classe ricevettero diversi interventi di modernizzazione che influirono anche sull'armamento secondario e soprattutto su quello antiaereo.

### Corazzatura
La protezione delle navi della classe venne progettata in maniera differente rispetto alle Iron Duke, con un maggiore spessore di corazza alla cintura e sotto il livello dell'acqua. Lo spessore della protezione sul ponte era invece minore, pratica diffusa in quel periodo, ma le navi riuscirono comunque a resistere a diversi colpi diretti durante la battaglia dello Jutland.

## Storia

### Prima guerra mondiale
Venne varata il 16 ottobre 1913 a Portsmouth, nell'Hampshire ed entrò in servizio nel gennaio 1915, durante la prima guerra mondiale
Mentre stava ancora eseguendo le prove nel mar Mediterraneo venne inviata nei Dardanelli per partecipare al tentativo alleato di eliminare l'Impero ottomano dalla guerra. La Queen Elizabeth fu l'unica nave da battaglia moderna a partecipare, sebbene furono coinvolti diversi incrociatori da battaglia e navi da battaglia pre-dreadnought. Divenne la nave ammiraglia per le operazioni preliminari delle operazioni navali della campagna dei Dardanelli, alla testa della prima linea di navi da battaglie britanniche della battaglia decisiva del 18 marzo 1915. Durante l'invasione militare di Gallipoli del 25 aprile fu la nave ammiraglia del generale Ian Standish Monteith Hamilton, comandante della Mediterranean Expeditionary Force. Comunque dopo l'affondamento del HMS Goliath da parte di una torpediniera turca del 12 maggio, fu immediatamente ritirata su una posizione più sicura.
Si unì al 5th Battle Squadron dell'ammiraglio Hugh Evan-Thomas (composto dalle navi da battaglia della sua classe) della Grand Fleet con base a Scapa Flow, ma non partecipò alla battaglia dello Jutland, poiché si trovava in cantiere per operazioni di manutenzione.

### Primo dopoguerra
Tra le due guerre mondiali fu la nave ammiraglia della Atlantic Fleet dal 1919 al 1924. Dal 1924 fu la nave ammiraglia della Mediterranean Fleet. Fu estensivamente ricostruita ed equipaggiata con una nuova sovrastruttura, i suoi cannoni da 6" (152 mm) furono rimossi e rimpiazzati con 20 cannoni da 4.5"/45 (114 mm) QF Marks III e con numerosi cannoni antiaerei. Venne anche equipaggiata a centronave con una catapulta per il lancio di aerei.

### Seconda guerra mondiale
Durante la seconda guerra mondiale fece parte della Mediterranean Fleet. Il 18 dicembre 1941 venne minata e affondata da uomini rana italiani della Xª Flottiglia MAS mentre si trovava nelle acque del porto di Alessandria d'Egitto, ma grazie al fondale basso i suoi ponti rimasero emersi. Gli attaccanti italiani furono catturati. La marina britannica mantenne l'illusione che fosse ancora operativa, nascondendo la loro debole posizione nel Mediterraneo fino a che non poté essere fatta riemergere e rabberciata per il viaggio fino ai cantieri navali statunitensi di Norfolk dove venne riparata. Venne quindi inviata nell'oceano Pacifico dove giunse il 30 gennaio 1944, partecipando a raid contro le basi Giapponesi in Indonesia. Ritornò in Gran Bretagna nel luglio 1945 e venne venduta per lo smantellamento nel marzo 1948.